# Etrema leukospiralis
Etrema leukospiralis is een slakkensoort uit de familie van de Clathurellidae. De wetenschappelijke naam van de soort is voor het eerst geldig gepubliceerd in 2005 door Chen & Huang.